# Perilepta
Perilepta là chi thực vật có hoa trong họ Acanthaceae.